# Suzana Faini
Myriam Suzana Faini, mais conhecida apenas como Suzana Faini (São Paulo, 9 de março de 1933 – Rio de Janeiro, 25 de abril de 2022), foi uma atriz e ex-bailarina brasileira.

## Biografia
Suzana Faini nasceu na cidade de São Paulo em 09 de março de 1933 e mesmo sendo uma das atrizes mais dedicadas ao seu ofício, dos 19 aos 34 anos de idade foi bailarina. Como atriz Suzana integrou o elenco de importantes novelas, entre os grandes feitos de sua carreira está o fato de ser a única atriz que participou das duas versões da novela Selva de Pedra.
Dos 19 aos 34 anos, Suzana trabalhou como bailarina profissional. Foi ano de 1967 que decidiu começar a participar de aulas de artes dramáticas, sendo uma das primeiras alunas de Maria Clara Machado antes da abertura do "O Tablado". A transição aconteceu de maneira muito natural, pois como bailarina, Suzana fazia muitos trabalhos de danças mais interpretativas. A partir do começo do estudo, Suzana encontrou oportunidades como atriz ingressando no cinema em 1969 no filme Os Paqueras de Reginaldo Faria.
Começou a atuar em telenovelas em 1969 com Rosa Rebelde. Despontou no ano de 1970, quando teve um desafio ao interpretar o papel de Cema na novela Irmãos Coragem. A personagem sofria com uma gravidez complicada.
No teatro começou no ano de 1971 com a peça Hoje é dia de Rock de autoria de José Vicente. Participou de peças de grande sucesso como Hamlet, peça adaptada da obra de Shakespeare. No ano de 2011, participou do musical Sete e no ano seguinte atuou na peça A Mecânica das Borboletas em que contracenou com Eriberto Leão, Ana Kutner e Otto Jr.
A carreira de Suzana Faini é recheada de trabalhos de grande sucesso na TV como Dancin' Days, Pai Herói, Eu Prometo e as minisséries Chiquinha Gonzaga e Hoje é Dia de Maria. O cinema também faz parte da carreira da atriz e dentre os sucessos de mais destaque estão O Crime de Zé Bigorna, Eternamente Pagu e A Extorsão, que lhe rendeu prêmio de melhor atriz coadjuvante no Festival de Cinema de Lages em 1975.
Em 1988, deu vida à exigente dona de casa Maria em Vida Nova. Na trama, Maria era casada com Amadeu, interpretado por Rogério Márcico, e mãe de Bianca, interpretada por Patricia Pillar. Sua personagem era dura com a filha e sua atuação a fez ganhar o Troféu APCA de melhor atriz coadjuvante. Em 1989, esteve no elenco de Top Model, onde interpretou a viúva batalhadora Cleide, mãe da protagonista Duda, interpretada por Malu Mader.
Durante alguns bons anos a atriz esteve afastada da TV, a sua última atuação com um personagem fixo em produções televisivas havia sido em Irmãos Coragem de 1995, até que houve o retorno triunfal de Suzana Faini em A Favorita, interpretando uma personagem forte e que passou a vida toda sabendo que não era o grande amor do seu marido, Copola, interpretado por Tarcísio Meira.
Em 2012 voltou ao horário nobre da Rede Globo em Salve Jorge, interpretando a vilã Áurea. Sua personagem gerou bastante discussão a respeito da intromissão de algumas mães na vida de seus filhos. Para Suzana a forma como Áurea se mete na vida de Théo – seu filho interpretado por Rodrigo Lombardi – é resultado de uma dedicação exclusiva a ele. A atriz diz que quando começou a pensar nesse trabalho percebeu que o comportamento de Áurea vem dessa dedicação exclusiva ao filho que fez com que ele passasse a acreditar que tem esse direito. Além da forma de controlar a vida do filho a personagem ainda mostrou o preconceito que existe contra as pessoas que moram em comunidades. Quando soube que a futura nora era do morro, a personagem de Suzana já se põe contra o relacionamento, pois como ela mesma dizia não havia criado o filho para esse destino. O status social de Morena, interpretada por Nanda Costa, não deixou que Dona Áurea percebesse que as qualidades da moça. Uma discussão importante.
Entre setembro de 2018 e abril de 2019, esteve no ar em Espelho da Vida, novela das seis da Rede Globo. Na trama interpretou uma guardiã, personagem repleta de mistérios e no passado é a mãe intransigente do Coronel Eugênio, interpretado por Felipe Camargo.
Morreu em 25 de abril de 2022, em decorrência de complicações da Doença de Parkinson.

## Vida Pessoal
Suzana foi casada com o publicitário Lívio Rangan, com quem teve uma filha, Milenka, nascida em 1963. Sua filha é portadora da Síndrome de Williams, uma desordem genética causada pela falta de cerca de 21 genes no cromossoma 7, incluindo o gene para a produção de elastina.
É sobrinha do violinista Jorge Faini. A família da atriz sempre foi muito musical e ela aprendeu a tocar piano. Além disso, ela também estudou violino por um bom tempo. Os pais dela eram cantores de ópera e a tia era violinista da Orquestra Sinfônica.

## Filmografia

### Televisão
| Ano  | Título                               | Papel                       | Notas                                 |
| ---- | ------------------------------------ | --------------------------- | ------------------------------------- |
| 1969 | Rosa Rebelde                         | —                           |                                       |
| 1969 | Véu de Noiva                         | Dulce                       |                                       |
| 1970 | Irmãos Coragem                       | Iracema (Cema)              |                                       |
| 1971 | O Homem Que Deve Morrer              | Sônia                       |                                       |
| 1971 | Caso Especial                        | Neusa                       | Episódio: "Meus Filhos"               |
| 1972 | Caso Especial                        | Catarina Stockman           | Episódio: "O Inimigo do Povo"         |
| 1972 | Caso Especial                        | Virgínia                    | Episódio: "Giovanni, o açougueiro"    |
| 1972 | Caso Especial                        | —                           | Episódio: "Dibuk, o demônio"          |
| 1972 | Selva de Pedra                       | Olga                        |                                       |
| 1973 | Carinhoso                            | Renata                      |                                       |
| 1975 | Cuca Legal                           | Luz Divina (Diva)           |                                       |
| 1976 | Duas Vidas                           | Ana Paula                   |                                       |
| 1978 | Dancin' Days                         | Anita                       | Participação especial                 |
| 1979 | Pai Herói                            | Jussara Brandão             |                                       |
| 1981 | Brilhante                            | Renée Toledo Sampaio        |                                       |
| 1982 | Caso Verdade                         | —                           | Episódio: "Simone, amor sem limites"  |
| 1983 | Eu Prometo                           | Iracema                     |                                       |
| 1983 | Caso Especial                        | Maria                       | Episódio: "O Ídolo"                   |
| 1984 | Livre para Voar                      | Marta                       |                                       |
| 1986 | Selva de Pedra                       | Drª. Ana Fróes              |                                       |
| 1987 | Direito de Amar                      | Mercedes                    |                                       |
| 1987 | Mandala                              | Glória Lunardo              | Episódios: "12–13 de outubro"         |
| 1988 | Vida Nova                            | Maria                       |                                       |
| 1988 | Caso Especial                        | Prostituta                  | Episódio: "O Matador"                 |
| 1989 | Top Model                            | Cleyde Pinheiro             |                                       |
| 1991 | Salomé                               | Firmina                     |                                       |
| 1992 | Você Decide                          | Suzana                      | Episódio: "Sagrada Família"           |
| 1993 | O Mapa da Mina                       | Madre Adélia Borges         |                                       |
| 1994 | 74.5: Uma Onda no Ar                 | Irene                       |                                       |
| 1994 | Incrível, Fantástico, Extraordinário | —                           | Episódio: "A Guarra do Macaco"        |
| 1995 | Irmãos Coragem                       | Dalva                       |                                       |
| 1995 | Malhação                             | Hilda                       |                                       |
| 1996 | Perdidos de Amor                     | Amélia                      |                                       |
| 1996 | Quem É Você?                         | Amália Saraiva              | [ 12 ]                                |
| 1998 | Mulher                               | Madre Salete                | Episódio: "Prazeres e Limites"        |
| 1999 | Chiquinha Gonzaga                    | Freira                      |                                       |
| 1999 | Você Decide                          | Alma                        | Episódio: "Romântica Até Certo Ponto" |
| 2002 | Desejos de Mulher                    | Madre                       |                                       |
| 2005 | Hoje É Dia de Maria                  | Velha Carpideira            |                                       |
| 2005 | Começar de Novo                      | Juíza                       | Episódios: "12–14 de abril"           |
| 2005 | A Diarista                           | Juíza                       | Episódio: "Aquele da Cafeína"         |
| 2007 | Amazônia, de Galvez a Chico Mendes   | Zeferina                    |                                       |
| 2008 | A Favorita                           | Iolanda Marelo Copola       |                                       |
| 2009 | Caminho das Índias                   | Virgínia Magalhães Oliveira | Episódios: "2–12 de setembro"         |
| 2010 | Escrito nas Estrelas                 | Antônia Ribeiro             |                                       |
| 2012 | As Brasileiras                       | Diva                        | Episódio: "A Viúva do Maranhão"       |
| 2012 | Salve Jorge                          | Áurea Garcia                |                                       |
| 2018 | Espelho da Vida                      | Senhora                     |                                       |
| 2018 | Espelho da Vida                      | Albertina Castelo de Luris  |                                       |
| 2018 | Sob Pressão                          | Letícia                     | Episódio: "4 de dezembro"             |

### Cinema
| Ano  | Título                                      | Personagem | Notas          |
| ---- | ------------------------------------------- | ---------- | -------------- |
| 1969 | Os paqueras                                 | Secretária |                |
| 1974 | O Último Malandro                           | Tânia      |                |
| 1975 | Ana, a libertina                            | Esposa     |                |
| 1975 | A Extorsão                                  | Renata     |                |
| 1976 | O Ibrahim do Subúrbio                       | Odete      |                |
| 1977 | O crime do Zé Bigorna                       | Eulália    |                |
| 1977 | Os Amores da Pantera                        | Mônica     |                |
| 1978 | Um Brasileiro Chamado Rosaflor              | Gioconda   | [ 21 ]         |
| 1980 | A Noiva da Cidade                           |            |                |
| 1987 | Eternamente Pagu                            |            |                |
| 1988 | Adultério                                   | Mulher     | Curta-metragem |
| 1994 | Chuvas e Trovoadas                          | Senhora    | Curta-metragem |
| 1997 | O Amor Está no Ar                           | Valquíria  |                |
| 2000 | Machado de Assis, alma curiosa de perfeição | Ela mesma  | Documentário   |
| 2005 | Coisa de Mulher                             | Norma      |                |
| 2016 | Vidas Partidas                              | Marli      |                |
| 2016 | Bodas                                       | Dora       | Curta-metragem |

## Teatro
- 1977 - A Morte de Danton... Júlia[26]
- 1978 - Os Veranistas...Esposa de Doukadov[27]
- 1991 - Um Certo Hamlet
- 1991 - Phaedra
- 1992 - O Retrato de Gertrude Stein Quando Homem
- 2003 - As Bruxas de Salém
- 2004 - Édipo Unplugged
- 2006 - A Maratória
- 2011 - A Mecânica das Borboletas
- 2014/2017 - Silêncio...Esther
- 2015 - Família Lyons
- 2017 - O Como e o Porquê

## Prêmios e indicações
| Ano  | Premiação                                             | Categoria                 | Nomeações         | Resultado | Ref    |
| ---- | ----------------------------------------------------- | ------------------------- | ----------------- | --------- | ------ |
| 1975 | Festival de Cinema de Lages                           | Melhor Atriz Coadjuvante  | A Extorsão        | Venceu    | [ 28 ] |
| 1989 | Troféu Associação Paulista de Críticos de Arte (APCA) | Melhor Atriz Coadjuvante  | Vida Nova         | Venceu    |        |
| 2014 | Prêmio Shell de Teatro                                | Melhor Atriz              | Silêncio!         | Indicado  | [ 29 ] |
| 2014 | Prêmio Cesgranrio de Teatro                           | Melhor Atriz              | Silêncio!         | Venceu    | [ 30 ] |
| 2014 | Prêmio FITA - Festa Internacional de Teatro de Angra  | Melhor Atriz              | Silêncio!         | Indicado  | [ 30 ] |
| 2015 | Prêmio Cesgranrio de Teatro                           | Melhor Atriz              | Família Lyons     | Venceu    | [ 31 ] |
| 2015 | Prêmio Shell de Teatro                                | Melhor Atriz              | Família Lyons     | Indicado  | [ 30 ] |
| 2015 | Prêmio Cenym                                          | Melhor Atriz              | Família Lyons     | Indicado  | [ 32 ] |
| 2016 | Prêmio APTR de Teatro                                 | Melhor Atriz Protagonista | Família Lyons     | Indicado  |        |
| 2017 | Prêmio APTR de Teatro                                 | Melhor Atriz Protagonista | O Como e o Porquê | Venceu    | [ 33 ] |